# Fortan
Fortan település Franciaországban, Loir-et-Cher megyében. Lakosainak száma 253 fő (2022. január 1.). Fortan Lunay, Mazangé és Savigny-sur-Braye községekkel határos.

## Népesség
A település népességének változása:
| Lakosok száma | 241  | 174  | 155  | 243  | 283  | 283  | 269  | 258  | 254  | 253  |
|               | 1968 | 1982 | 1990 | 2006 | 2013 | 2015 | 2017 | 2019 | 2020 | 2022 |